# Стрессоустойчивость
Стрессоустойчивость — совокупность качеств, позволяющих организму спокойно переносить действие стрессоров без вредных всплесков эмоций, влияющих на деятельность и на окружающих, а также способных вызывать психические расстройства. Высокая стрессоустойчивость характеризуется низким уровнем эмоциональности. 
Искусственное занижение уровня чувствительности к внешним раздражителям, сопряжённое с этим качеством, в некоторых случаях может привести к чёрствости, отсутствию сильных эмоций и безразличию, то есть к свойствам, которые нередко приводят к негативным результатам в семейной и общественной жизни человека.
Стрессоустойчивость можно развивать (повышать) тренировкой (психотренинг).